# ماریوس اشنایدر
ماریوس کارل آلفونس اشنایدر (به آلمانی: Marius Karl Alfons Schneider) (زادهٔ ۱ ژوئیه ۱۹۰۳ – درگذشتهٔ ۱۰ ژوئیه ۱۹۸۲) موسیقی‌دان، آهنگساز و اتنوموزیکولوژیست اهل آلمان بود.

## زندگی‌نامه
ماریوس اشنایدر با نام کاملِ کارل آلفونس اشنایدر، ۱ ژوئیه سال ۱۹۰۳ در آگنو متولد شد. او دومین فرزند خانواده بود. پدرش هاگوناو آلفونس یوهان اشنایدر، هتلدار بود. اشنایدر تحصیلات ابتدایی، نواختن پیانو و آهنگسازی را در استراسبورگ فرا گرفت و نخستین امتحان پیانو خود را در سال ۱۹۲۴ پشت سر گذاشت. او از همان سال، تحصیل تاریخ موسیقی را در کنسرواتوار پاریس، نزد «آندره پیرو» آغاز کرد. وی همچنین از آموزش‌های هنرمندانی نظیر «آشیل فیلیپ»، آلفرد کورتو، «یوجین کولز» و موریس راول بهره برد. اشنایدر در سال ۱۹۲۷ برای ادامهٔ تحصیل در رشتهٔ موسیقی‌شناسی به دانشگاه برلین رفت و در سال ۱۹۳۰ دکترای خود را زیر نظر «یوهانس ولف» دریافت کرد. پایان‌نامهٔ دکترای او درمورد هنر جدید قرن ۱۴ در فرانسه و ایتالیا بود.
اشنایدر پس از پایان دورهٔ دکترای خود، به عنوان دستیار در کنار کورت زاکس و اریش موریتز فون هورن‌بوستل، مشغول به کار شد. در سال ۱۹۳۲، فون هورن‌بوستل، اشنایدر را به عنوان معاون مدیر آرشیو گرامافون منصوب کرد. در سال ۱۹۳۳ اشنایدر مدیریت بایگانی را بر عهده گرفت، زیرا فون هورن‌بوستل، به عنوان یک‌نیمه‌یهودی، از پست‌های خود برکنار شده بود و مجبور به مهاجرت به سوئیس شد. در سال ۱۹۳۴ ماریوس اشنایدر دو جلد کتاب در مورد تاریخ چندصدایی منتشر کرد.
در آغاز سال ۱۹۴۴ او به بارسلون اسپانیا رفت و مؤسسهٔ موزیکولوژی اسپانیا را راه اندازی کرد. اشنایدر از سال ۱۹۴۷ تا ۱۹۵۵ در دانشگاه اسپانیا به تدریس مشغول شد.
ماریوس اشنایدر در اواسط دههٔ ۱۹۵۰ به آلمان بازگشت. پس از جنگ جهانی دوم، مکتب برلین توسط ماریوس اشنایدر در کلن احیا شد و از این رو به نام «مکتب موسیقی‌شناسی کُلن» شناخته شده‌است. اشنایدر در سال ۱۹۵۵ به دانشگاه کلن رفت و تا زمان بازنشستگی در سال ۱۹۶۸، با سمتِ استادی به تدریس اتنوموزیکولوژی در آن دانشگاه پرداخت. از جمله شاگردان او می‌توان به «رابرت گونتر»، «یوزف کوکرتز»، «ایوار اشموتز شوالر»، محمدتقی مسعودیه و … اشاره کرد.
در سال ۱۹۶۸ به مناسبت ۶۵ سالگی اشنایدر، فهرست منظمی از آثار علمی او توسط «نوربرت وایس» گردآوری شد. این آثار شامل ۲۴۸ عنوان است که تا ۱۴ سال قبل از مرگ اشنایدر ذکر شده‌است.